# Всероссийский кооперативный банк
Всероссийский кооперативный банк (Всекобанк, Торгбанк) — специализированный государственный банк СССР, созданный для краткосрочного кредитования кооперации.

## История

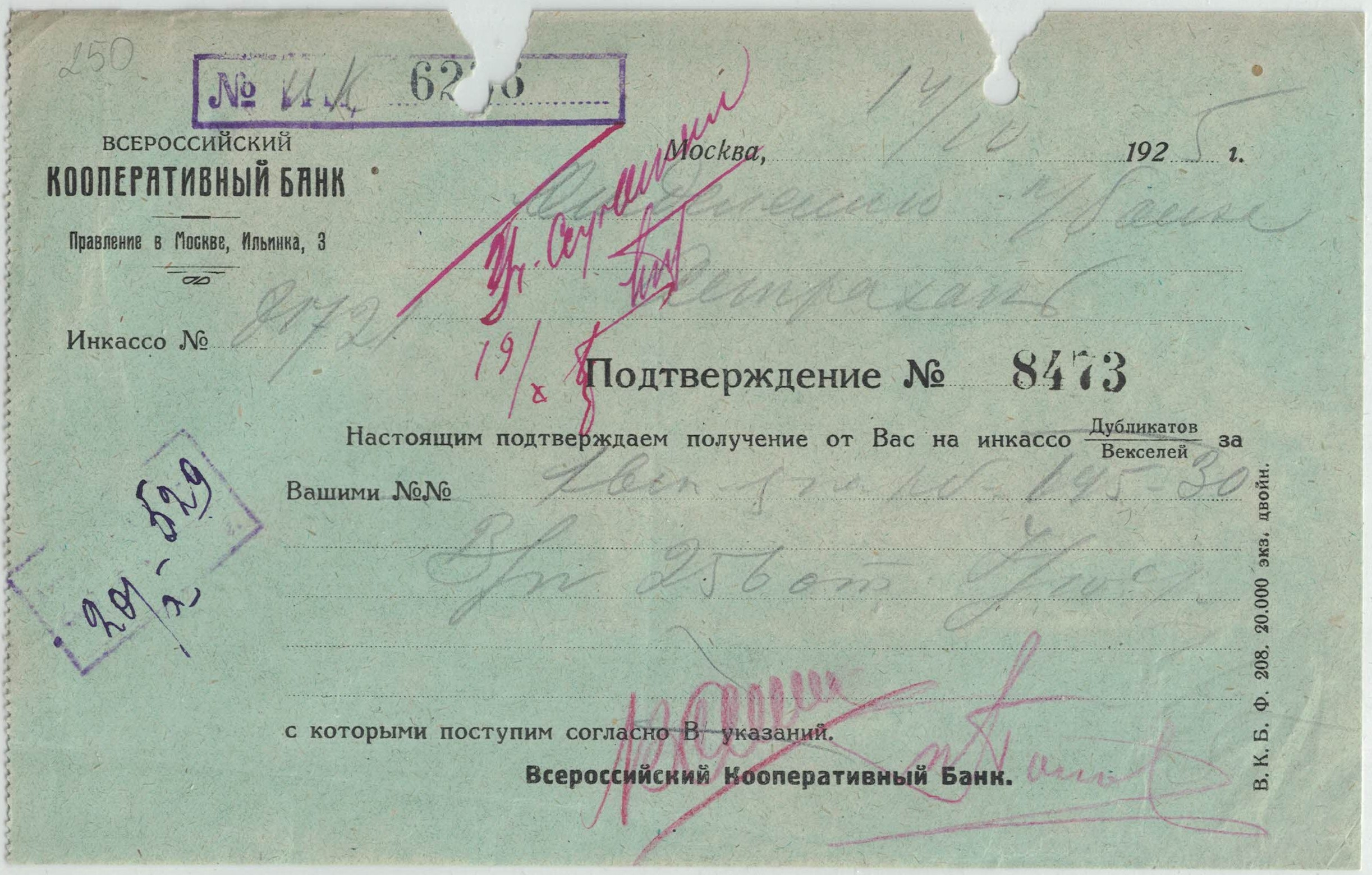
Документ Всероссийского кооперативного банка (1925)

Декретом ВЦИК и СНК от 6 февраля 1922 года был учреждён Банк потребительской кооперации (Покобанк). Банк был создан для кредитования и расчётного обслуживания предприятий и организаций потребительской кооперации. Основной капитал в 1 млн рублей был образован за счёт паевых взносов потребительских кооперативов. Наблюдение за деятельностью банка и координацию его кредитных и расчётных операций осуществлял Госбанк СССР. Значительный рост всех видов кооперации привёл к реорганизации банка, и в 1923 году на его основе был создан Всероссийский кооперативный банк (Всекобанк).
Пайщиками Всекобанка могли стать все кооперативные предприятия и организации. К концу 1926 года банк выдавал четверть кредитов, получаемых кооперативами. По мере усиления роли Госбанка СССР и превращения его в основной институт краткосрочного кредитования удельный вес кредитов Всекобанка в общей сумме заёмных средств кооперативов снизился.
В 1932 году банк был преобразован во Всесоюзный банк финансирования капитального строительства и кооперации (Всекобанк СССР), на который было возложено долгосрочное кредитование всех видов капитального строительства кооперации, кроме жилищной. С 1 января 1933 года банку было поручено безвозвратное финансирование капитального строительства отделов рабочего снабжения и организаций Комитета заготовок.
Развёртывание технической базы государственной торговли и кооперации, необходимость усиления контроля потребовали изменения характера банковских операций. В 1936 году Всекобанк был ликвидирован, его активы и пассивы были переданы вновь созданному Всесоюзному банку финансирования капитального строительства торговли и кооперации (Торгбанк СССР), который был упразднён 7 августа 1956 года.

## Руководители
- Голенищев-Кутузов, Дмитрий Иванович (20.02.1922 — 04.1925)
- Швецов, Александр Ильич (04.1925 — 06.1930)
- ? (06.1930 — 05.1931)
- Фомин, Петр Семёнович (05.1931 — 06.1932)
- Вуль, Михаил Давидович (12.07.1932 — 15.10.1933)
- ? (10.1933 — 1935)
- Попов, Николай Васильевич (1935 — 17.06.1938)
- ? (06.1938 — 04.1939)
- Герценберг, Константин Рудольфович (17.04.1939 — 17.04.1948)
- Возяков, Алексей Александрович (17.04.1948 — 07.08.1956)